# Schrenkia kultiassovii
Schrenkia kultiassovii är en flockblommig växtart som beskrevs av Jevgenij Korovin. Schrenkia kultiassovii ingår i släktet Schrenkia och familjen flockblommiga växter. Inga underarter finns listade i Catalogue of Life.